# Stoney Littleton

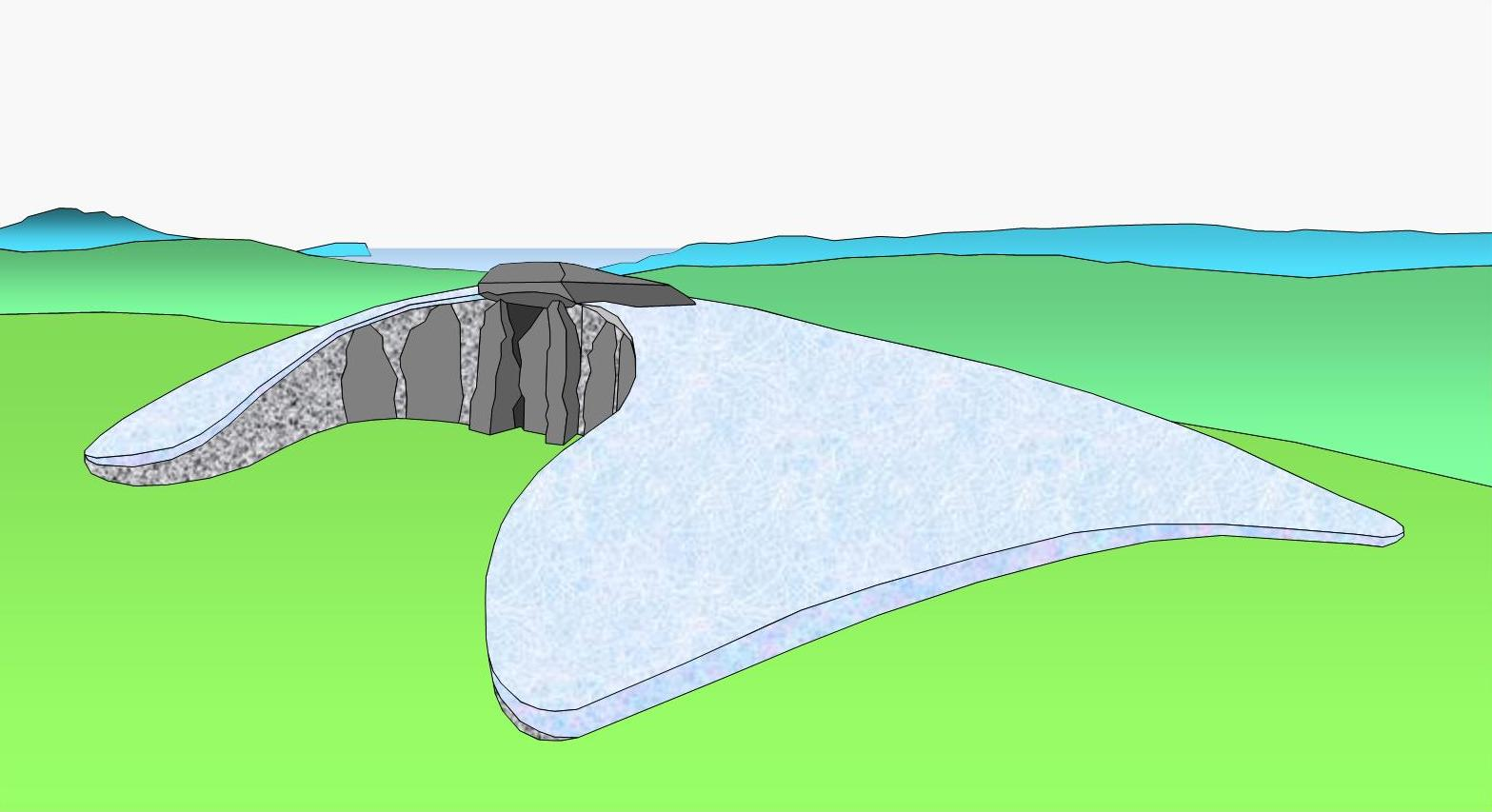
Schema Cotswold Severn Tomb

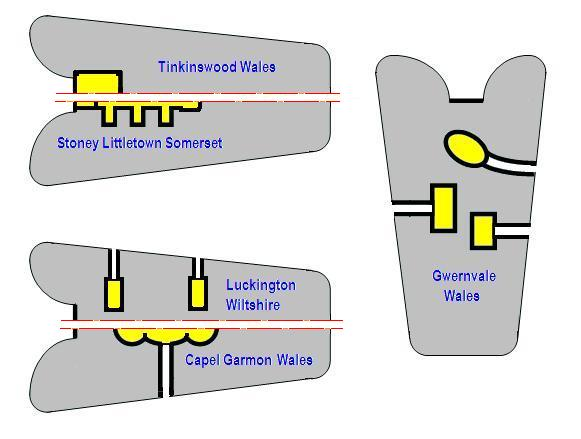
Grundriss von Stoney Littleton, links oben

Stoney Littleton ist eine der am besten erhaltenen jungsteinzeitlichen (4000–2500 v. Chr.) Megalithanlagen in England. Sie liegt südlich vom Weiler Wellow und von Bath im County of Avon in Bath and North East Somerset. 
Die Südost-Nordwest-orientierte Anlage des Typs Cotswold Severn Tomb besteht aus einem keilförmigen, über 30,0 m langen und vorne etwa 15,0 m breiten fast drei Meter hohen Hügel, der an einem leichten Hang liegt. Der südöstliche trichterförmig eingezogene Vorplatz zeigt einen versteinerten Ammonitenabdruck im linken Türpfosten der Galerie. Dieser Stein ist offensichtlich hierfür speziell ausgewählt worden. Der Zugang wird von einem riesigen Sturz gekrönt. Wie bei Belas Knap wird der Hügel von zum Ende hin niedrig auslaufendem Trockenmauerwerk eingefasst. 
Restaurierungsarbeiten sorgten dafür, dass Besucher das Innere des Hügels mit der 16 m langen Galerie von stellenweise nur knapp über einem Meter Höhe besuchen können. Zu beiden Seiten der Galerie gibt es drei Seitenkammern und am Ende befindet sich die Kopfkammer. 
Es ist unbekannt, wie viele Tote in der Anlage begraben wurden, die im Jahre 1760 geöffnet und anschließend geplündert wurde. 1816 wurde sie ausgegraben, wobei eine beträchtliche Anzahl von Knochen gefunden und einige Brandgräber erkannt wurden. 

Stoney Littleton
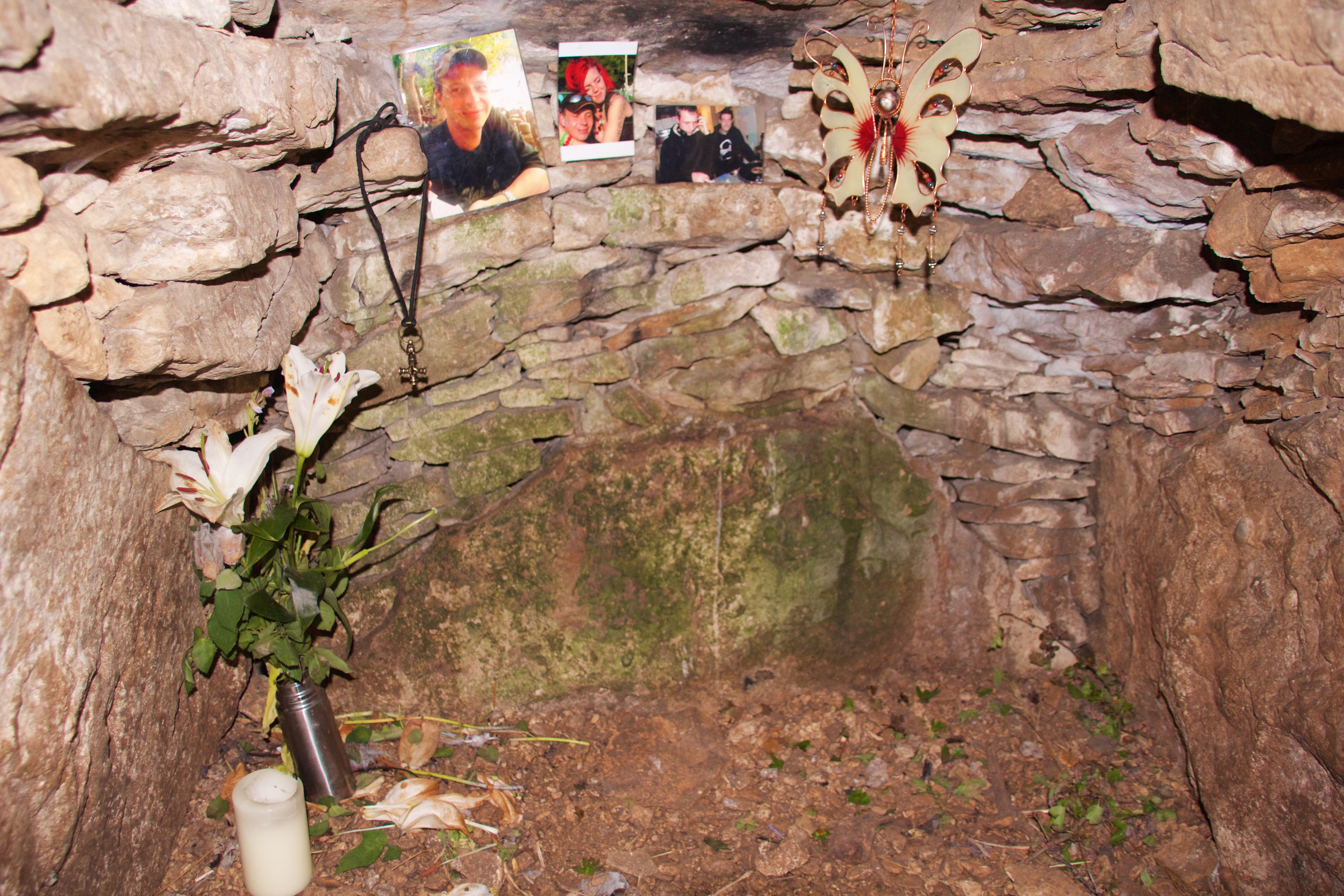
Kammer
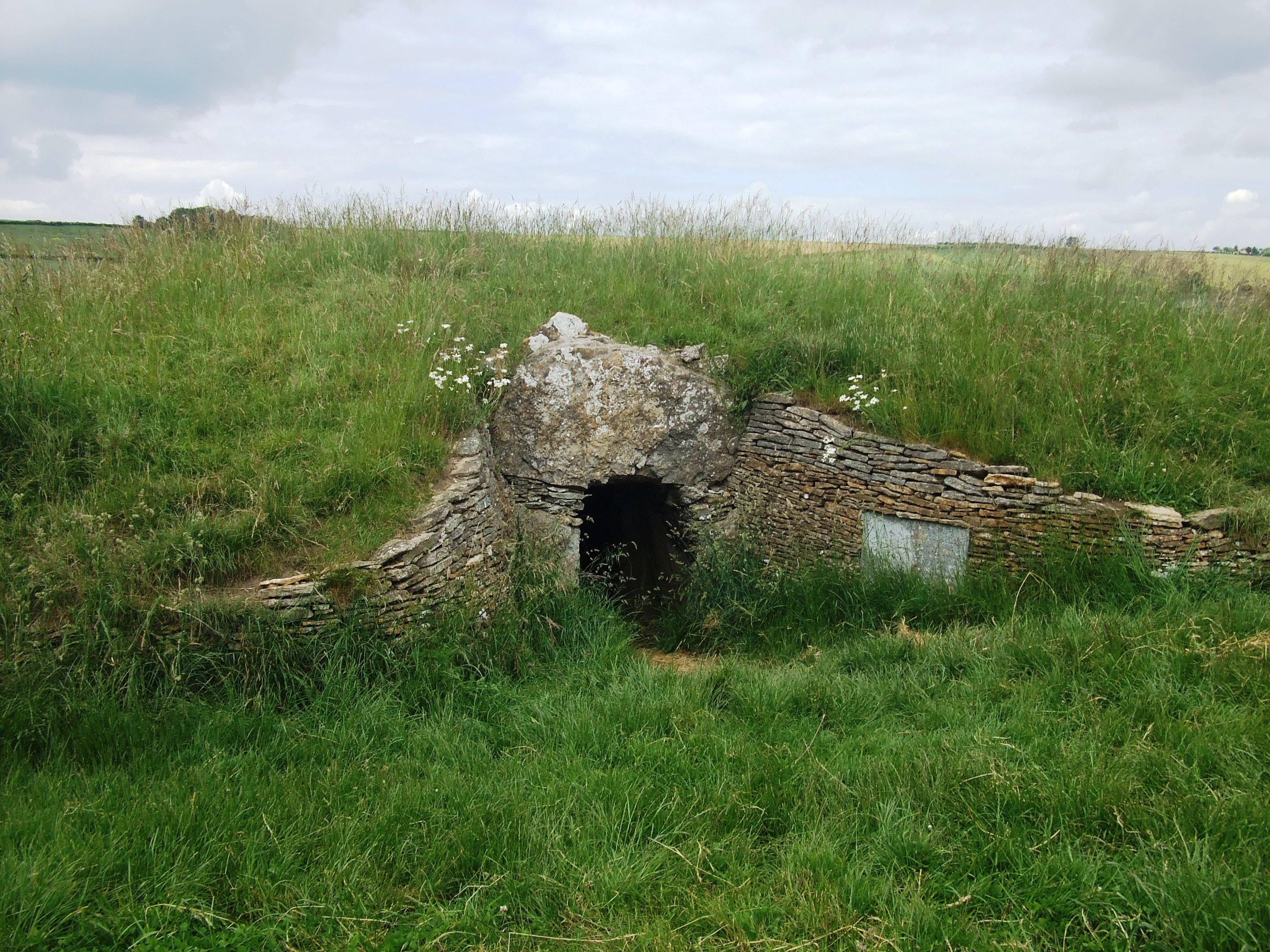
Eintrittsseite
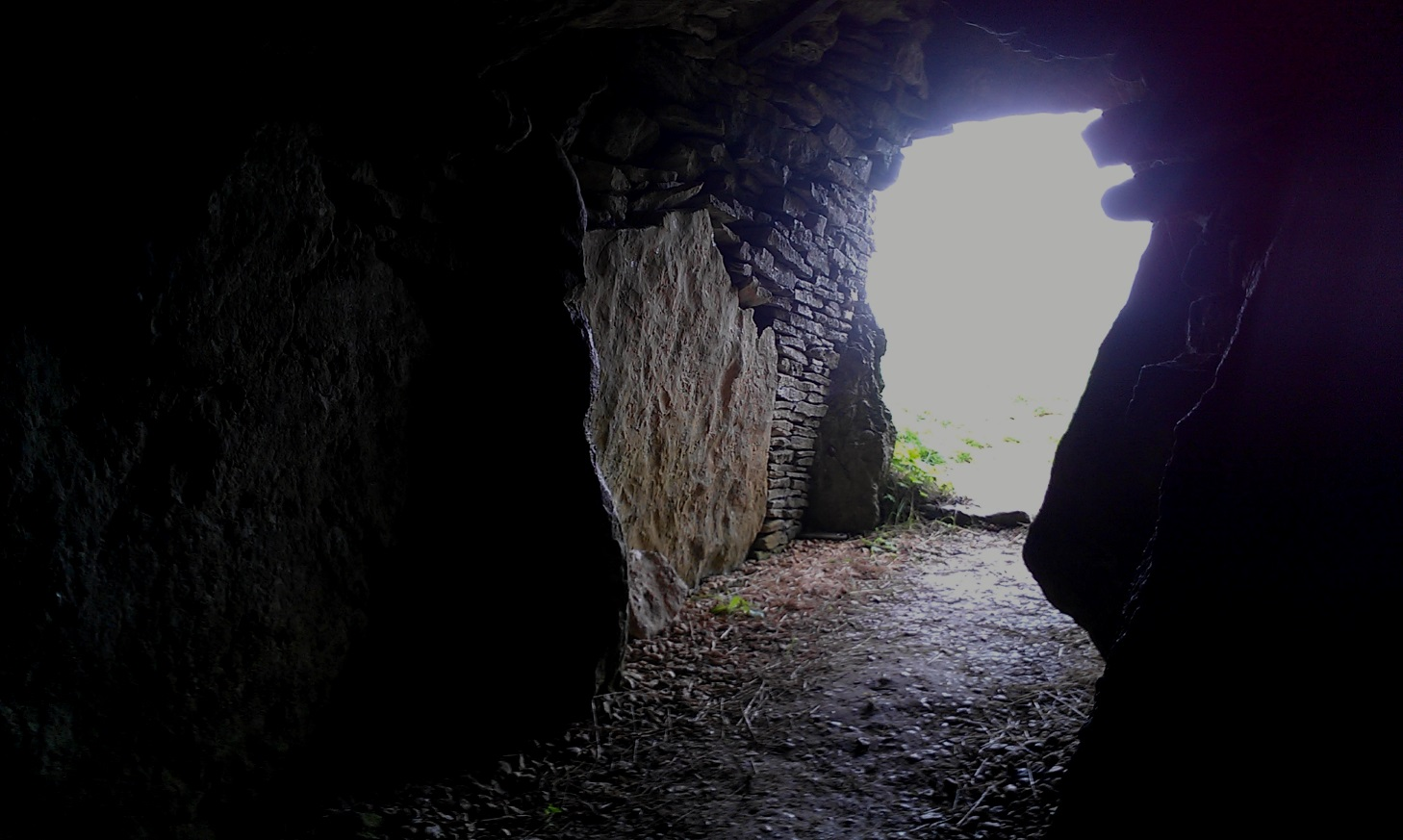
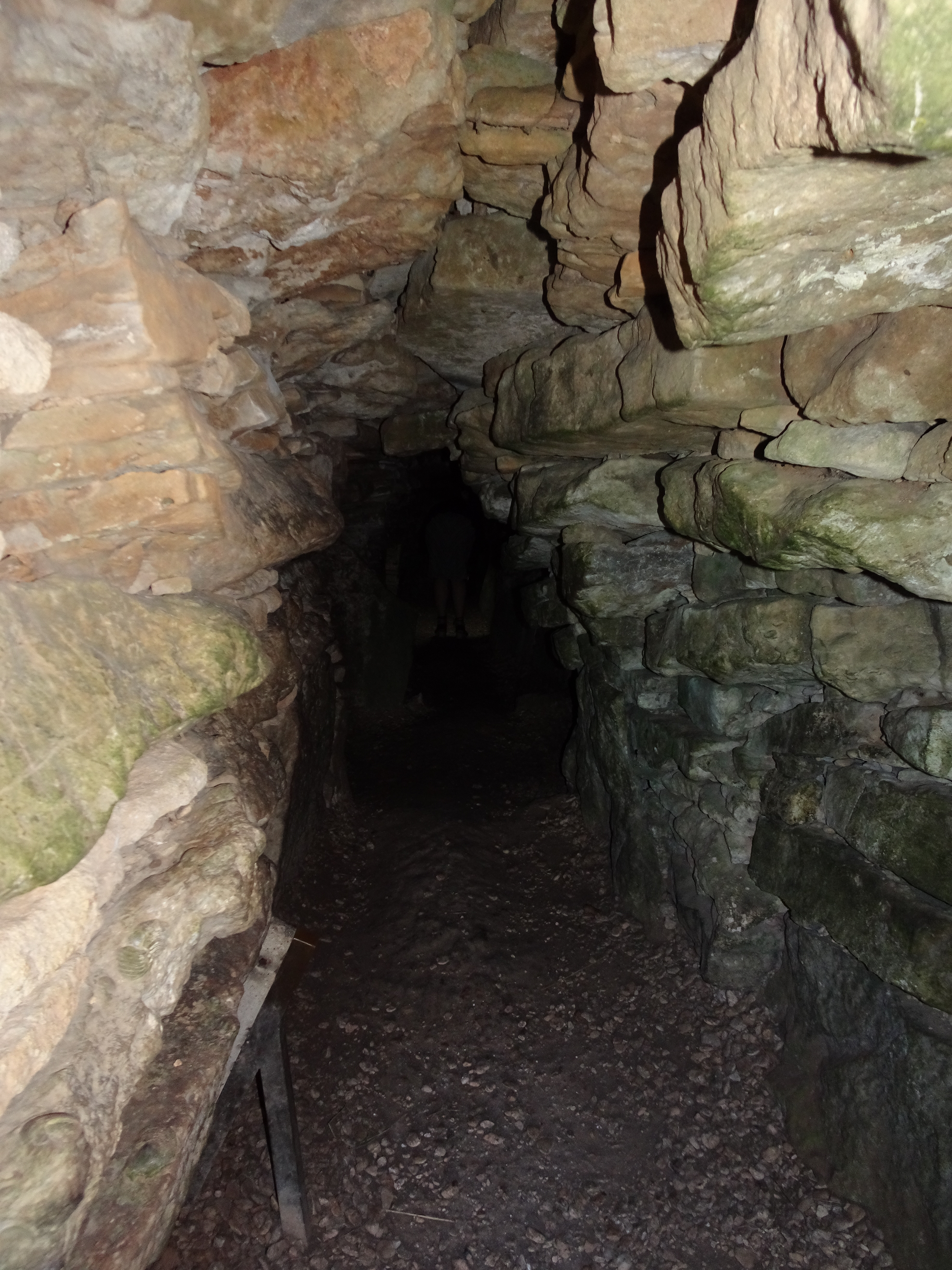
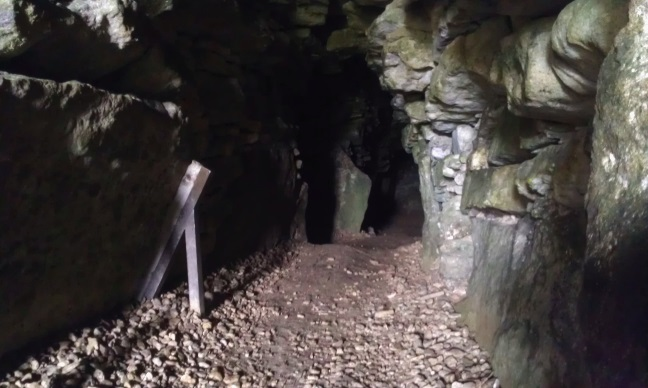
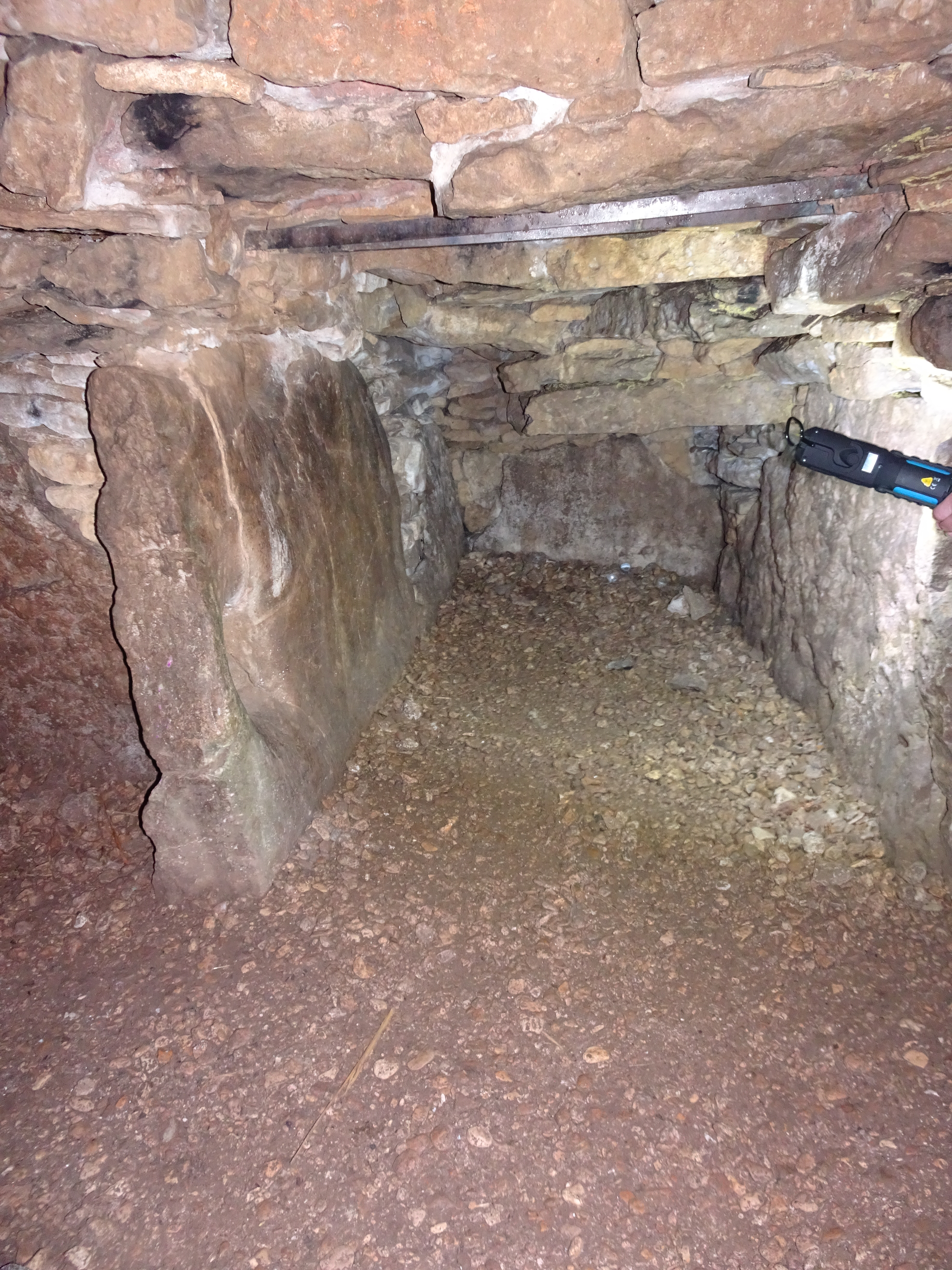